# Saint-Hilaire-la-Croix
Saint-Hilaire-la-Croix é uma comuna francesa na região administrativa de Auvérnia-Ródano-Alpes, no departamento Puy-de-Dôme. Estende-se por uma área de 16,07 km². Em 2010 a comuna tinha 357 habitantes (densidade: 22,2 hab./km²).